# J'ai vu...
J'ai vu... est un hebdomadaire illustré français, de format 22 x 31, qui paraît sur 16 pages le jeudi, publié à Paris (8, boulevard des Capucines) entre 1914 et 1920. Il est publié par l'Édition Française Illustrée, comme La Baïonnette (1915-1919).

## Historique
Le no 1 est daté du 19 novembre 1914. Le périodique devient bimensuel le 1er avril 1918. Le dernier numéro attesté est le no 246, publié le 1er juin 1920.